# Cecilia Galliano
Cecilia Galliano  (Marcos Juárez, Córdoba, Argentína, 1977. március 17. –) argentin színésznő, modell és műsorvezető.

## Élete
Cecilia Galliano 1977. március 17-én született Marcos Juárezben. Van egy lánya, Valentina, egy korábbi kapcsolatából. 2007-ben hozzáment Sebastián Rulli színészhez. Született egy fiuk: Santiago. 2011-ben elváltak. Jelenleg Mark Tacherrel él együtt.

## Filmográfia

### Televízió
- Mi corazón es tuyo - Linda Riquelme Puente
- De que te quiero, te quiero - Jacqueline 'Jackie' Basurto Rosales
- Durmiendo con mi jefe - Gina
- Rosa Diamante - Mariana Sotomayor Campos
- Una familia con suerte - Violeta Ruiz
- María de todos los Ángeles
- Recuérdame - Íngrid Betancourt de la Rivera

### Valóságshow
- Sabadazo - Műsorvezető
- Domingazo - Műsorvezető
- Ñico de noche
- El cristal con que se mira
- Hazme reír y serás millonario
- Hoy
- Telehit Weekend
- Se vale
- Los 10 primeros
- Los 100 primeros
- Vamonos de fiesta
- Hoy sábado
- Todo o nada